# 顧起淹
顧起淹（1549年—？），字師范，號箴吾，直隸蘇州府吳縣民籍崑山縣人，明朝政治人物。

## 生平
萬曆元年（1573年）癸酉科應天府鄉試第十三名，萬曆二年（1574年）甲戌科會試第六十一名，登三甲第一百五十名進士。历官建寧府同知、南京兵部武庫司郎中、江西臨江府知府，二十七年二月以事降一级。降延平府同知，三十四年七月升貴州畢節道佥事，三十七年十一月升為湖廣江防道參議，四十年十一月升廣東副使。

## 家族
曾祖顧瓊；祖父顧永齡；父顧有光，曾任知縣。母龔氏。慈侍下。兄起津、起涇。